# Fort Ripley, Minnesota
Fort Ripley là một thành phố thuộc quận Crow Wing, tiểu bang Minnesota, Hoa Kỳ. Năm 2010, dân số của thành phố này là 69 người.

## Dân số
- Dân số năm 2000: 74 người.
- Dân số năm 2010: 69 người.